# Konvention von Artlenburg
Mit der Konvention von Artlenburg, auch Lauenburger Konvention oder Elbkonvention bzw. Elbekonvention genannt, erklärte die kurhannoversche Armee am 5. Juli 1803 in Artlenburg ihre Selbstauflösung. De facto stellte die Konvention die Kapitulation des Kurfürstentums Hannover (offiziell: Kurfürstentum Braunschweig-Lüneburg) vor dem Heer Napoleons dar. Die Stammlande des damaligen britischen Königshauses gerieten damit unter die Kontrolle Frankreichs.

## Vorgeschichte: die Konvention von Sulingen
Nur gut 13 Monate, nachdem am 27. März 1802 der Friede von Amiens geschlossen worden war, erklärte Großbritannien am 16. Mai 1803 Frankreich erneut den Krieg. Der Versuch, gleichzeitig das vom britischen Herrscher in Personalunion regierte Kurfürstentum Hannover für neutral zu erklären, wurde von Frankreich ignoriert. Bereits am 26. Mai drangen französischen Truppen aus der Batavischen Republik bei Emlichheim in das Kurfürstentum ein. Sowohl König Georg III. als auch Ernst Ludwig Julius von Lenthe, der Minister der Deutschen Kanzlei am englischen Königshof, hatten die Lage völlig falsch eingeschätzt. Der Befehlshaber der kurhannoverschen Armee, Feldmarschall Johann Ludwig von Wallmoden-Gimborn, war überfordert und meinte, der napoleonischen Armee nicht gewachsen zu sein. Hilfe von außen war nicht zu erwarten: Hannovers Nachbar Preußen fuhr seit 1795, dem Frieden von Basel, einen Neutralitätskurs. Tatsächlich aber taktierte Berlin insgeheim mit den Franzosen und sollte sich von diesen sogar, im Pariser Traktat vom 15. Februar 1806, das inzwischen französisch besetzte Kurfürstentum „schenken“ lassen. 
Angesichts der eigenen militärischen Unterlegenheit befahl Wallmoden-Gimborn, keinen Widerstand zu leisten. Kurfürstliche Unterhändler zogen dem französischen Generalleutnant Adolphe Édouard Casimir Joseph Mortier entgegen, dessen Heer von der Weser gegen Hannover vorrückte. Sie sahen sich genötigt, am 3. Juni 1803 in Sulingen (alte Schreibweise: Suhlingen) eine Konvention mit Mortier abzuschließen, durch die die kurhannoversche Armee verpflichtet wurde, sich für die Dauer des Kriegs auf das Ostufer der Elbe, in das Herzogtum Sachsen-Lauenburg, zurückzuziehen. Daraufhin besetzten am 5. Juni 1803 die französischen Truppen die gut bevorratete Festung Hameln und die Hauptstadt Hannover, wo Mortier das Hardenbergsche Haus zu seinem Quartier bestimmte.

## Der Weg zur Konvention von Artlenburg
Die Konvention von Sulingen war lediglich paraphiert worden. Napoleon suchte – und fand – einen Vorwand, um die Ratifizierung der Konvention zu verweigern, denn er war auf eine vollständige Unterwerfung des Kurfürstentums Braunschweig-Lüneburg aus. Die französischen Truppen rückten weiter vor. Daraufhin unterzeichnete Wallmoden-Gimborn am 5. Juli 1803 in Artlenburg die weitergehende Konvention über die Kapitulation des Kurfürstentums Hannover, die Auflösung der rund 17.000 Mann starken kurhannoverschen Armee und die Übergabe ihrer Waffen an die Franzosen.